# Soluch
Soluch (in arabo سلوق‎?, Sulūq) è un centro abitato della Libia, nella regione della Cirenaica. 

## Storia
Durante l'occupazione coloniale italiana vi sorse un campo di concentramento per civili libici.
Nel campo di Soluch fu recluso ed impiccato il capo dei rivoltosi libici ʿOmar al-Mukhtār, eroe della resistenza all'occupante italiano.
Lo storico Angelo Del Boca ne paragonò la brutalità di trattamento dei prigionieri al campo di concentramento di Auschwitz.